# The Last Internationale

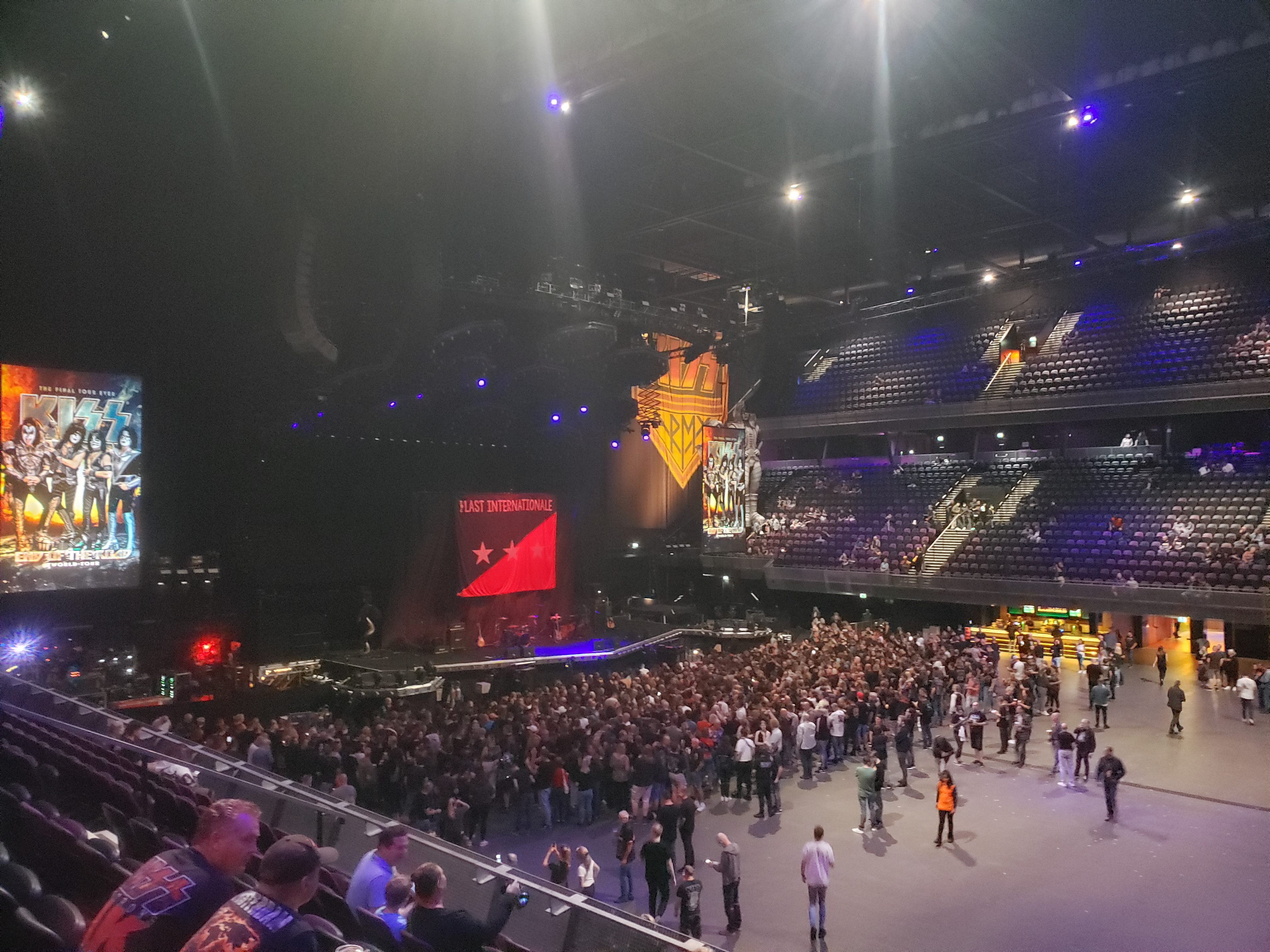
The Last Internationale - La scène en première partie de KISS au Ziggo Dome d'Amsterdam le 21 juillet 2022.

The Last Internationale est un groupe de rock américain, originaire de New York. Il est composé du guitariste Edgey Pires et de la vocaliste Delila Paz.
Le groupe est engagé, notamment sur les questions écologiques et politiques.

## Discographie
Albums studio
- The Last Internationale (2008)
- Choose Your Killer (2011)

- We Will Reign (2014)
- TLI Unplugged (2017)
- Soul on Fire (2019)
- Running for a Dream (2023)